# Afterweisel
Die Afterweisel ist ein bienenkundlicher, vor allem aber imkerlicher Fachbegriff. Häufig werden Afterweisel auch als Drohnenmütterchen bezeichnet.

## Beschreibung
Die sehr große Mehrheit eines Bienenvolkes besteht aus Arbeitsbienen, das sind Weibchen, deren Ovarien nicht voll ausgebildet sind. Dies ist durch die Ernährung während der Entwicklung zum fertigen Insekt bedingt. Ferner gibt die Bienenkönigin ständig ein Pheromon, die sogenannte Königinnensubstanz, ab, das Prozesse auslöst, die das Reifen der Eier bei den Arbeiterinnen verhindert.
Wenn ein Volk in der Vegetationszeit seine Königin verliert, also weisellos wird, kann aus der jungen vorhandenen Arbeiterinnenbrut eine neue Königin herangezogen (imkerlich: nachgeschaffen) werden. Anders sieht es allerdings im Winter oder im zeitigen Frühjahr aus. Zu diesen Jahreszeiten ist keine Brut für eine Nachschaffung vorhanden. Auf Grund der fehlenden Königinnensubstanz beginnen sich nach einigen Tagen Eier in den Eierstöcken einiger Arbeiterinnen zu entwickeln, die dann auch zu legen beginnen. Da diese, Afterweisel genannten, Bienen aber keine Samenblase, geschweige denn einen Samenvorrat besitzen, weisen ihre Eier nur einen haploiden Chromosomensatz auf, und aus dieser Parthenogenese (Jungfernzeugung) entstehen nur Drohnen. 
Auch in einem intakten Bienenvolk, mit vollwertiger und gesunder Königin, kommt es bereits dazu, dass wenige einzelne Bienen (etwa eine von Tausend) trotz der Hemmung durch die Königinnensubstanz Eier legen. Allerdings werden diese dann sofort von den anderen Arbeiterinnen beseitigt und können damit auch nicht bei einer Durchschau vom Imker entdeckt werden. Bei diesen Bienen ist noch keine „Anhängerschaft“ zur Brutpflege etc. vorhanden.
Im Gegensatz zu einem Bienenvolk mit einzelnen Afterweiseln kann es auch zu einer Drohnenbrütigkeit oder Buckelbrütigkeit kommen, wenn eine Königin im Volk vorhanden ist, die aber nicht begattet wurde, oder keinen ausreichenden Samenvorrat mehr besitzt. In diesen Fällen entstehen aber sehr viel mehr Brutzellen. Die Afterweiseln können dagegen nur wenige Eier legen, die sie wegen ihres kürzeren Hinterleibes an die Zellenwand heften. Eine Königin hingegen legt das Ei immer auf dem Zellengrund ab.
Gelegentlich kommt es bei Nachschwärmen zur Entstehung von Afterweiseln, wenn die junge Königin von ihrem Begattungsflug nicht zurückkehrt.
Völker mit Afterweiseln gehen zugrunde, da keine Erneuerung der Substanz an Arbeiterinnen mehr stattfindet. In der imkerlichen Praxis werden solche Völker meist aufgelöst. Das sonst übliche Zusetzen einer neuen Bienenkönigin gelingt nur durch zusätzlichen Aufwand, da sich die Drohnenmütterchen optisch nicht von den anderen Bienen unterscheiden und daher nicht zuvor entfernt werden können. Gefährlich für die zugesetzte Königin werden nicht die Afterweiseln selbst, sondern die in ihrem Umfeld gebildete „Anhängerschaft“.

## Weibliche Parthenogenese bei der Kapbiene
Eine Besonderheit stellt die südlichste Vertreterin (Rasse) der Westlichen Honigbiene, die Kapbiene (A.m. capensis) dar. Bei ihr sind Arbeiterinnen in der Lage Eier zu legen, bei denen trotz Parthenogenese wieder Weibchen entstehen und damit das Bienenvolk nicht zu Grunde geht.